# Sorat
Secondo l'esoterismo Sorat o Surat, la cui radice è Srt/Svrt, è il Demone solare, che agisce in Terra come Anticristo.

## Origine
Il nome di questo demone è assente nelle principali raccolte demonologiche del Rinascimento (il Lemegeton o "Piccola Chiave di Salomone" e la Pseudomonarchia Daemonum), ma compare, probabilmente per la prima volta, nel De Occulta Philosophia di Agrippa von Nettesheim, come lo "spirito astrale" associato al Sole. L'associazione del demone Sorat con uno dei sette astri "mobili" (i 5 pianeti antichi + il Sole e la Luna) ha un fondamento perché nel mondo pagano ognuno dei 7 "pianeti" era associato a una divinità. Nel corso del medioevo ad ogni pianeta, quindi, vennero associati demoni e angeli tutelari. Il nome, tuttavia, dello spirito astrale associato al Sole non era Sorat, ma "Storax", come risulta da diversi manoscritti medievali.
Le notizie su Sorat oggi diffuse dalla manualistica esoterica provengono dalle opere di Rudolf Steiner, che cominciò a parlarne nel giugno 1908 a Norimberga, quando tenne la sua undicesima conferenza sull'Apocalisse di Giovanni.

## Caratteristiche
Rudolf Steiner lo identifica con la Bestia a due corna dell'Apocalisse di Giovanni. 
Secondo Steiner, infatti, la sequenza Svrt composta dalle lettere ebraiche Samech/Vau/Resh/Tav (che secondo lui corrisponderebbe al nome Sorat in ebraico), interpretata secondo la gematria, fornisce i valori numerici: 60, 6, 200, 400, che danno come somma 666, il "nome d'uomo" dell'Apocalisse di Giovanni (13.18). Le quattro lettere, inoltre, corrispondono ai quattro corpi costituenti l'essere umano secondo la Teosofia, come Bafometto ponendo Svrt come attuale massimo oppositore dell'evoluzione umana. 
In realtà nel contributo iniziale di Agrippa compare un altro collegamento di Sorat col numero 666. Infatti Agrippa (come altri prima di lui) associa al Sole un quadrato magico di ordine 6, la cui costante magica è 111 e perciò la somma totale di tutti i numeri del quadrato è pari proprio a 666.
Nella demonologia steineriana Sorat è una figura ben distinta da Lucifero (il Diavolo) e da Arimane (Satana), che appartengono a gerarchie diverse. La sua azione conduce l'uomo alla magia nera.
Svrt, vocalizzato come Surtr o Surtur nella tradizione norrena (Edda, Voluspà), è il capo dei giganti del fuoco di Múspellsheimr, che prenderanno parte al Ragnarǫk.
Una vocalizzazione del vedico Srt/Srst fa attribuire agli archeologi il nome Sorath all'area del Gujarat nota per la civiltà di Harappa, dipendente in passato dal fiume Sarasvati e che, più correttamente, ha il nome attuale di Saurashtra.
La forma Sorat (o Sorath) è nota a gruppi variamente legati all'occultismo ed è anche il nome di una catena di alberghi tedesca e di personaggi dei giochi di ruolo.